# Lymantria griseipennis
Lymantria griseipennis este o specie de molii din genul Lymantria, familia Lymantriidae, descrisă de Igor Kozhanchikov 1950 Conform Catalogue of Life specia Lymantria griseipennis nu are subspecii cunoscute.